# Svarttjärnen (Ludvika socken, Dalarna)
Svarttjärnen är en sjö i Ludvika kommun i Dalarna och ingår i Norrströms huvudavrinningsområde.